# بحيرة هوارد (مقاطعة ميندوسينو)
بحيرة هوارد هي بحيرة طبيعية تقع في مقاطعة شمال غرب ميندوسينو،كاليفورنيا، وتقع في ميندوسينو الوطنية للغابات على ارتفاع 3852 قدم (1174 م). وتغطي مساحة 20 فدان (8.1 هكتار).

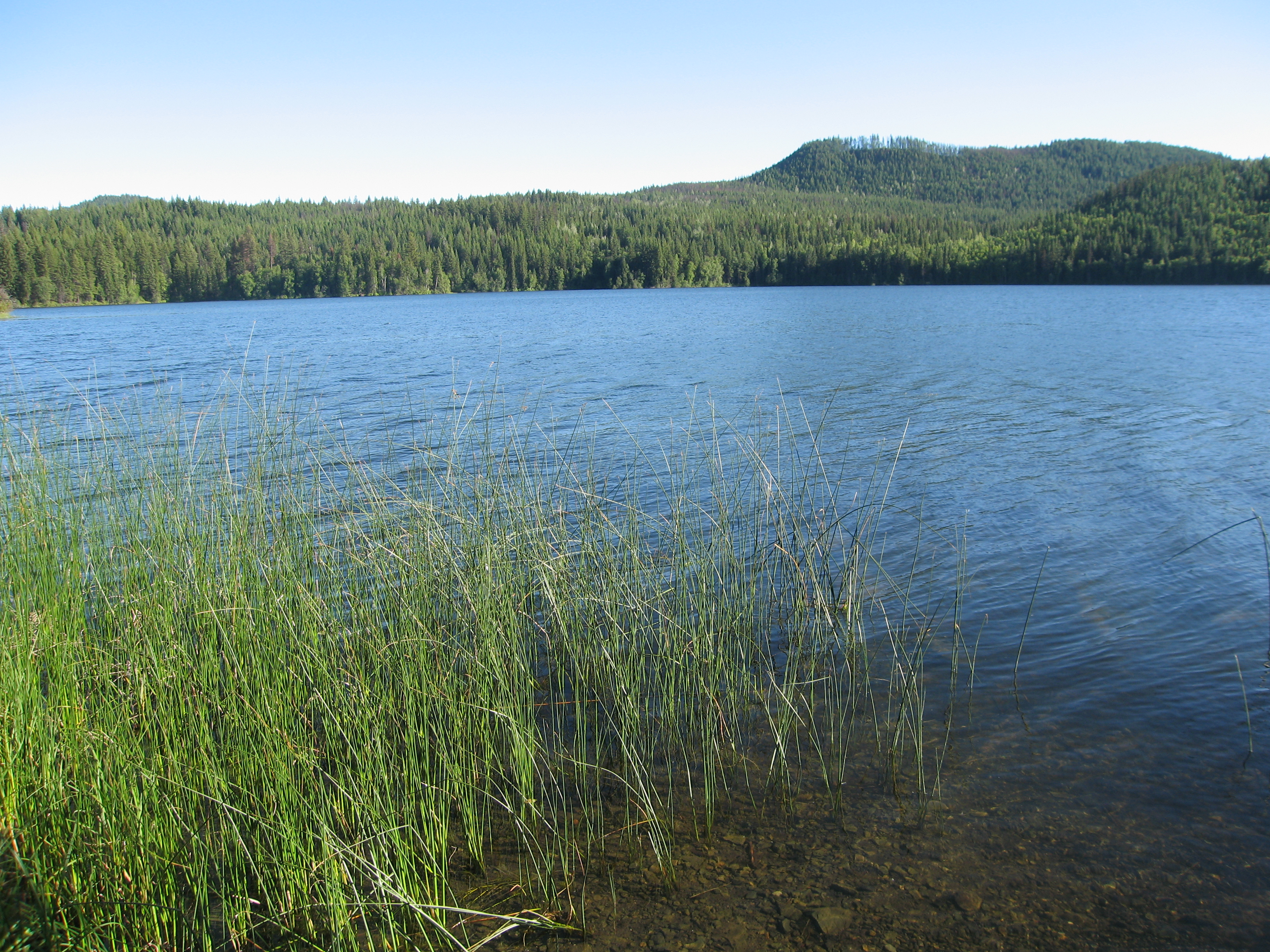
بحيرة هوارد

بحيرة هوارد لا ينبغي الخلط بينها وبين البحيرة التي تحمل نفس الاسم وتقع 21 ميلا (34 كم) إلى الجنوب الغربي.

## وصلات خارجية
- Howard Lake Campground